# کیگو اومی
کیگو اومی (ژاپنی: 小見 恵吾؛ زادهٔ ۱ اوت ۱۹۹۲) یک بازیکن فوتبال اهل ژاپن است.
از باشگاه‌هایی که در آن بازی کرده‌است می‌توان به باشگاه فوتبال گیفو و باشگاه فوتبال کاتالر تویاما اشاره کرد.